# Kobe Doin' Work
Pour plus de détails, voir Fiche technique et Distribution.
Kobe Doin' Work est un téléfilm documentaire réalisé par Spike Lee, diffusé pour la première fois en 2009. Il est centré autour de Kobe Bryant, plus particulièrement lors d'un match de la saison NBA 2007-2008 opposant son équipe des Lakers de Los Angeles aux Spurs de San Antonio.
Il est présenté en avant-première au festival du film de Tribeca, avant une première diffusion sur la chaine ESPN.

## Synopsis
Le 13 avril 2008 au Staples Center, les Lakers de Los Angeles disputent un match décisif de la saison régulière 2007-2008 face aux Spurs de San Antonio. Le réalisateur Spike Lee place trente caméras, toutes focalisées sur Kobe Bryant. Le joueur est même équipé d'un micro. Kobe Bryant rentre six de ses quatorze tirs, marque 20 points et joue 32 minutes. On peut également voir la préparation du joueur avant le match.

## Fiche technique
Sauf indication contraire, les informations mentionnées dans cette section peuvent être confirmées par la base de données cinématographiques IMDb,  présente dans la section « Liens externes ».
- Titre original : Kobe Doin' Work
- Réalisation : Spike Lee
- Photographie : Matthew Libatique
- Montage : Barry Alexander Brown
- Musique : Bruce Hornsby
- Production : Spike Lee

Producteurs délégués : Keith Clinkscales, John Dahl, Joan Lynch et Connor Schell
- Sociétés de production : 40 Acres & A Mule Filmworks et ESPN Films
- Sociétés de distribution : ESPN (TV, États-Unis), Walt Disney Studios Home Entertainment (DVD, États-Unis)
- Budget : n/a
- Pays d'origine :  États-Unis
- Langue originale : anglais
- Format : couleur - 1.33:1
- Genre : documentaire sportif
- Durée : 84 minutes
- Dates de sortie[2] :
  -  États-Unis : 25 avril 2009 (avant-première au festival du film de Tribeca)
  -  États-Unis : 16 mai 2009 (1re diffusion sur ESPN)

## Distribution
- Kobe Bryant
- Kareem Abdul-Jabbar
- Tony Parker
- Lamar Odom
- Stephen A. Smith (en)
- Tim Duncan
- Phil Jackson
- Michele Tafoya (en)
- Ime Udoka
- Derek Fisher
- Pau Gasol
- Ronny Turiaf
- Jordan Farmar
- Manu Ginóbili
- Luke Walton
- Bruce Bowen
- Saša Vujačić
- Vladimir Radmanović

## Accueil
Sur l'agrégateur américain Rotten Tomatoes, le public plébiscite le film à 57%.